# Pied plat sur le Nil
Série Piedone
Pied plat en Afrique
(1978)
Pour plus de détails, voir Fiche technique et Distribution.
Pied plat sur le Nil (Piedone d'Egitto) est un film italien réalisé par Steno, sorti en 1980.
C'est le quatrième et dernier volet de la série des Piedone.

## Synopsis
À la suite d'un tuyau anonyme, l'inspecteur Rizzo parvient à confondre les ravisseurs de la nièce d'un magnat du pétrole. Pour le remercier, celle-ci propose à Rizzo un poste de directeur dans ses services de sécurité. L'inspecteur accepte, d'autant plus que le responsable de l'enlèvement est un mercenaire que Rizzo recherche depuis des années. Avec son adjoint Cabuto et le petit Bodo, qui s'est embarqué clandestinement, Rizzo accompagne le magnat du pétrole en Égypte...

## Fiche technique
- Titre français : Pied plat sur le Nil
- Titre original : Piedone d'Egitto
- Réalisation : Steno
- Scénario : Adriano Bolzoni, Massimo Franciosa et Steno d'après une histoire d'Adriano Bolzoni
- Musique : Guido et Maurizio de Angelis
- Photographie : Sandro Borni et Luigi Kuveiller
- Montage : Carlo Bartolucci et Mario Morra
- Société de production : Merope
- Société de distribution : Titanus
- Pays :  Italie
- Langue : Italien
- Format : Couleur - Mono - 35 mm - 1.85:1
- Genre : Comédie, Aventures, Action
- Durée : 104 min
- Date de sortie :
  -  Italie : 1er mars 1980
  -  Allemagne de l'Ouest : 19 juin 1980
  -  France : 30 juillet 1980

## Distribution
- Bud Spencer (VF : Claude Bertrand) : L'inspecteur 'Pied Plat' Rizzo
- Enzo Cannavale : Le maréchal Caputo
- Baldwyn Dakile : Bodo
- Robert Loggia : Edward Burns
- Cinzia Monreale : Connie Burns
- Adel Adham : Elver Zakar
- Karl-Otto Alberty : Jack Connors dit le Suédois
- Leopoldo Trieste : Le professeur Coriolano Cerullo
- Angelo Infanti : Hassan
- Arnaldo Fabrizio : Le nain Magere (non crédité)
- Mahmoud Kabil : Le lieutenant Kebir
- Venantino Venantini : Ruotolo

## Autour du film
Après la sortie d'On m'appelle Malabar, les distributeurs français ont ressorti le film en le retitrant Malabar sur le Nil, afin d'exploiter le succès du western de Michele Lupo.